# Mimosa platyloma
Mimosa platyloma är en ärtväxtart som beskrevs av George Bentham. Mimosa platyloma ingår i släktet mimosor, och familjen ärtväxter. Inga underarter finns listade i Catalogue of Life.